# Kolonjë
Kolonjë est une municipalité albanaise, appartenant à la préfecture de Korçë. Sa population est de 11 070 habitants en 2011.